# Трёхдиагональная матрица
Трёхдиагональной матрицей или матрицей Якоби называют ленточную матрицу следующего вида:
{\displaystyle {\begin{pmatrix}a_{1}&b_{1}\\c_{1}&a_{2}&b_{2}\\&c_{2}&\ddots &\ddots \\&&\ddots &\ddots &b_{n-1}\\&&&c_{n-1}&a_{n}\end{pmatrix}},}
где во всех остальных местах, кроме главной диагонали и двух соседних с ней, стоят нули.
Системы линейных алгебраических уравнений с такими матрицами встречаются при решении многих задач математической физики. Краевые условия {\displaystyle x_{1}} и {\displaystyle x_{n}}, которые берутся из контекста задачи, задают первую и последнюю строки. Так, краевое условие первого рода {\displaystyle F{\bigl |}_{x=x_{1}}=f_{1}} определит первую строку в виде {\displaystyle c_{1}=1}, {\displaystyle b_{1}=0}, а краевое условие второго рода {\displaystyle {\frac {\partial F}{\partial x}}{\Bigl |}_{x=x_{1}}=f_{1}} будет соответствовать значениям {\displaystyle c_{1}=-1}, {\displaystyle b_{1}=1}.

## Определитель
Определитель трёхдиагональной матрицы задается следующей рекуррентной формулой.
Положим 
{\displaystyle f_{n}={\begin{vmatrix}a_{1}&b_{1}\\c_{1}&a_{2}&b_{2}\\&c_{2}&\ddots &\ddots \\&&\ddots &\ddots &b_{n-1}\\&&&c_{n-1}&a_{n}\end{vmatrix}}}
для всех n > 1 и f1 = a1.
Тогда 
{\displaystyle f_{n}=a_{n}f_{n-1}-c_{n-1}b_{n-1}f_{n-2},}
где 
f0 = 1 и f-1 = 0.

## Метод прогонки
Для решения систем линейных уравнений вида Ax = F, где A — трёхдиагональная матрица, обычно используется метод прогонки.